# 小傑伊夫齊
48°29′57″N 22°18′12″E / 48.49917°N 22.30333°E
小傑伊夫齊（烏克蘭語：Малі Геївці），是烏克蘭的村落，位於該國西部外喀爾巴阡州，由烏日霍羅德區負責管轄，始建於1342年，面積0.002平方公里，2001年人口760，人口密度每平方公里380,000人。